# CUFFS
CUFFS（カフス）は、アダルトゲーム製作会社である有限会社CUFFSおよびアダルトゲームブランドの名称である。
株式会社エフアンドシー（F&C）から独立した原画家の☆画野朗と脚本家のトノイケダイスケが、有限会社スタジオラインの協力を受け、2005年に設立した。
姉妹ブランドにSphere（スフィア）・CUBE（キューブ）・MintCUBE（ミントキューブ）・Sonora（ソノラ）がある。
2016年4月1日より2017年3月31日まで、公式ラジオ番組『エリを正してソデまくるラジオ』が配信された。
2023年4月21日に音声作品ブランドとして、「Clover Voice」が立ち上がる。2023年12月8日に「Clover GAME」ブランドと新作『こあくまちゃんの誘惑っ!』が発表される。

## ゲーム作品一覧
基本的にファンディスクは製作されないが、「ヨスガノソラ」のみファンディスクとも続編とも取れる「ハルカナソラ」が発売されている。原画家のカントクを起用したCUBEブランド2作目『your diary』がヒットした2013年以降は「CUBE」ブランドおよび姉妹ブランドの「MintCUBE」ブランドでのみ作品を発表している。また「Garden」における 未実装ルートの開発凍結宣言以降、CUFFS名義での作品発表および、トノイケダイスケと☆画野朗を起用した作品は発表されていない。

### CUFFS
- 2005年8月5日 - さくらむすび
- 2006年8月11日 - ワンコとリリー（コミックマーケット70先行販売版）
  - 2007年3月30日 - ワンコとリリー（通常版）
- 2007年4月27日 - アメサラサ 〜雨と、不思議な君に、恋をする〜
- 2007年8月17日 - おにいちゃんだぁいすき! 〜LOVE? or LIKE?〜（コミックマーケット72限定発売）
- 2008年1月25日 - Garden
- 2011年6月24日 - CAFE SOURIRE

### Sphere
- 2008年12月5日 - ヨスガノソラ
- 2009年9月25日 - ハルカナソラ
- 2012年8月31日 - イモウトノカタチ
- 2013年6月28日 - Berry's

### CUBE
- 2009年9月25日 - 夏ノ雨
- 2011年9月30日 - your diary
- 2012年11月30日 - 倉野くんちのふたご事情
- 2014年5月30日 - your diary+H
- 2014年11月28日 - 恋する彼女の不器用な舞台[5]
- 2016年2月26日 - 間宮くんちの五つ子事情
- 2017年11月24日 - ゆらめく心に満ちた世界で、君の夢と欲望は叶うか
- 2020年3月27日 - 神様のような君へ
- 2021年4月30日 - 海と雪のシアンブルー
- 2022年3月25日 - 神様のような君へ Extended Edition
- 2022年5月27日 - ネコと女子寮せよ！
- 2022年8月26日 - 夏ノ終熄
- 2022年11月25日 - サメと生きる七日間
- 2023年9月29日 - 恋し彩る正義爛漫

### MintCUBE
- 2015年2月27日 - あま恋シロップス 〜恥じらう恋心でシたくなる甘神様の恋祭り〜[6]
- 2017年1月27日 - 人気声優のつくりかた
- 2018年4月27日 - 勇者と魔王と、魔女のカフェ

### Sonora
- 2019年2月22日 - 僕の未来は、恋と課金と。～Charge To The Future～
- 2019年9月27日 - 同じクラスのアイドルさん。Around me is full by a celebrity.
- 2020年11月27日 - 響野さん家はエロゲ屋さん![7]
- 2021年11月26日 - ウチはもう、延期できない。

### Clover GAME
- 2023年12月22日 - こあくまちゃんの誘惑っ!（DLsite先行販売）
- 2025年4月25日 - すれ違う兄妹の壊れる倫理観（DLsite先行販売）
- 2025年5月30日 - メイドちゃんは迷途ちゅう（DLsite先行販売）

### その他
- 夢幻のティル・ナ・ノーグ（あざらしそふと+1発売。CUFFSが制作協力[8]）

## 作品の特徴
- BGMおよび楽曲はPeak A Soul+から提供されている。特にオープニング曲やエンディング曲の多くをDucaが歌唱している。『ヨスガノソラ』シリーズ、『あま恋シロップス』のみ例外である。
- ほぼすべての作品が家族問題を扱った内容であり、『CAFE SOURIRE』などでは主人公を取り巻く複雑な家庭環境が物語の発端となる。また、『ヨスガノソラ』及びそのファンディスクである『ハルカナソラ』、『夏ノ雨』、『イモウトノカタチ』、『倉野くんちのふたご事情』では実妹・実姉との恋愛を描いている。
- 2010年には『ヨスガノソラ』がテレビアニメ化され放映された。アダルトゲームのテレビアニメ化では性描写は省かれるのが一般的だが、同作のアニメでは軽度ながらも性交渉を行うシーンが描かれ、先述の様に近親相姦を扱う内容でもあったため一部で問題となった[9]。詳細はヨスガノソラを参照。

## 音声作品一覧

### Clover Voice
- 2023年4月21日 - 【ヨスガノソラ】春日野穹のいる生活（全年齢）
- 2023年4月21日 - あまあま彼女とのエッチが止まらない1泊2日卒業温泉旅行
- 2023年5月27日 - 超重度な「匂いフェチ」先輩OL 体臭で濡れまくる えちえち残業タイム
- 2023年6月22日 - 尽くしちゃう系幼妻エルフとのあまとろ発情新婚生活
- 2023年7月21日 - あまえんぼな子犬系ロリ彼女 いちゃとろ同棲生活
- 2023年8月25日 - まじめでかわいい図書委員 イキまくりの変態性奴隷
- 2023年9月26日 - お姉ちゃんの独占欲が強すぎる。（R-15）
- 2023年10月24日 - 従姉のお姉さんちにお泊りしたら、喘ぎ声が大きすぎた。
- 2023年12月19日 - いくつになっても妹が、俺の世話を焼きたがる。（R-15）
- 2024年1月25日 - クールな後輩 放送部女子の歪な愛情表現
- 2024年2月22日 - 小生意気な妹のナマイキ活動。
- 2024年3月19日 - 寝たふりをしている間だけおちんちんをイジッてくれる看護師さん
- 2024年4月13日 - 先生はヘンタイさんじゃないよね?
- 2024年5月11日 - 甘やかし上手なピュアピュア王女様エルフとの あまとろ発情新婚生活
- 2024年6月8日 - サキュバスな新妻に、空っぽになるまで絞られる日々
- 2024年7月6日 - お兄ちゃん、彼女ができたってホント?
- 2024年8月3日 - 春日野穹と行く一泊二日の温泉旅行
- 2024年8月17日 - イヤイヤだけど絶対命令に従ってくれるメイド様
- 2024年9月23日 - ただの女友だちから彼女になる甘おほリゾート旅行
- 2024年10月12日 - 清楚な保健委員の先輩は僕にだけ意地悪
- 2024年11月9日 - 恋を知りたい乙女な生徒の囁き背徳中出し授業
- 2024年12月14日 - 春日野穹と密着冬休み
- 2025年1月25日 - ボーイッシュな後輩女子に告白されたので、即挿入したらヤンデレた
- 2025年2月16日 - 玲音とツクヨミとの型破りな三人暮らし
- 2025年3月22日 - 恋愛経験ゼロの姉は、弟で性欲処理します。
- 2025年4月19日 - エッチでオホ声が出ちゃうブラコン妹は、有名配信者を目指します。
- 2025年8月9日 - 幼馴染との関係が壊れた夜

## リンク
- CUFFS/Sphere/CUBE Official Website（18禁：年齢確認あり）
- Sphere公式 (@Sphere_web) - X（旧Twitter）
- CUBE公式 (@cube_staff) - X（旧Twitter）
- MintCUBE公式 (@MintCUBE_staff) - X（旧Twitter）
- Sonora公式 (@Sonora_staff) - X（旧Twitter）
- Clover Voice - Ci-en